# Grupa Rafała Kmity
Grupa Rafała Kmity (do 1997 pod nazwą Quasi-Kabaret Rafała Kmity) – polski kabaret literacki założony w 1993 roku, działający w Krakowie.  
Popularność Grupa zdobyła w pierwszej połowie lat 90., kiedy to programami Głusi jak pień, Trzy zdania o umieraniu oraz Pop-show trzy razy z rzędu zdobyła najwyższe wyróżnienia na Przeglądzie Kabaretów PaKA (lata 1993-1995). Ponadto realizacja telewizyjna programu Pop-show reprezentowała Polskę na Międzynarodowym Festiwalu Telewizyjnym w Montreux w 1996. Po roku 1997 Grupa odeszła od widowisk o charakterze kabaretowym w stronę własnych niepozbawionych humoru przedstawień teatralnych. Dużą popularność zdobył skecz Radio.

## Skład
Autorem i reżyserem wszystkich przedstawień Grupy jest Rafał Kmita.
Zespół aktorski tworzą głównie aktorzy krakowskich teatrów. Z grupą stale współpracują: Katarzyna Chlebny, Agata Myśliwiec, Grzegorz Kliś, Tadeusz Kwinta, Arkadiusz Lipnicki, Piotr Plewa, Andrzej Róg, Dariusz Starczewski, Karol Wolski, Marcel Wiercichowski, Kajetan Wolniewicz oraz kompozytor, Bolesław Rawski. Gościnnie w spektaklach występują także inni aktorzy. W 1993, w pierwszym programie Grupy Rafała Kmity, występowała Anita Lipnicka. Ponadto w przedstawieniach grupy występowali m.in. Marta Bizoń, Sonia Bohosiewicz, Bartosz Brzeskot, Anna Bodziak, Kamila Klimczak, Oksana Pryjmak, Zuzanna Skolias, Marcin Kobierski, Tomasz Kot, Andrzej Kozłowski, Piotr Sieklucki, Jacek Stefanik, Wojciech Leonowicz i Grzegorz Wojdon.

## Programy i przedstawienia
Spektakle teatralne:
- „Wszyscyśmy z jednego szynela” (1997),
- „Ca-sting” (2002),
- „Aj waj! czyli historie z cynamonem” (2005).

Spektakle kabaretowe:
- „Głusi jak pień” (1993),
- „Trzy zdania o umieraniu” (1994),
- „Pop-show” (1995),
- „Wieczór kabaretowy” (2004),
- „Dość!... dobry wyrób kabaretopodobny” (2009),
- „Jeszcze nie pora nam spać” (2012) Teatr Rozrywki w Chorzowie, Teatr Muzyczny w Łodzi, Teatr Groteska w Krakowie.

## Nagrody
- Ogólnopolski Przegląd Kabaretów PaKA w Krakowie w 1993 roku:
  - I miejsce
- Ogólnopolski Przegląd Kabaretów PaKA w Krakowie w 1994 roku:
  - Grand Prix
  - Nagroda Publiczności
- Lidzbarskie Biesiady Humoru i Satyry 1994 w Lidzbarku Warmińskim:
  - Grand Prix
  - Złota Szpilka
- Ogólnopolski Przegląd Kabaretów PaKA w Krakowie w 1995
  - Grand Prix
  - Nagroda Publiczności
- Lidzbarskie Biesiady Humoru i Satyry 1995 w Lidzbarku Warmińskim:
  - I miejsce
- Festiwal Komedii Talia 2005 w Tarnowie
  - nagroda za najlepszą inscenizację
  - nagroda za najlepszą muzykę